# The Prismatic World Tour
The Prismatic World Tour – trzecia trasa koncertowa amerykańskiej piosenkarki Katy Perry. Podczas trasy gwiazda odwiedzi Europę, Amerykę Północną i Południową, Australię i Oceanię oraz Azję. Promuje ona trzeci album artystki - Prism. W Polsce wystąpiła 24 lutego 2015 r. w Kraków Arenie.
Pierwsza część Prismatic World Tour (maj 2014) obejmowała występy w Wielkiej Brytanii. Podczas drugiej części (od czerwca do października 2014) wokalistka zagrała w Ameryce Północnej: w USA, Kanadzie i Meksyku. Część pieniędzy uzyskanych ze sprzedaży biletów z tej części świata została przekazana na rzecz UNICEFu. Trzecia część trasy (listopad i grudzień 2014) miała miejsce w Australii i Oceanii. Podczas czwartej i piątej (luty, marzec i kwiecień 2015) wokalistka zagrała w Europie oraz Azji.

## Setlista
AKT I: PRISMATIC
- Roar
- Part of Me
- Wide Awake
- This Moment/Love Me [mash-up]

AKT II: EGYPTIAN
- Dark Horse
- E.T.
- Legendary Lovers
- I Kissed a Girl

AKT III: CAT-OURE
- Hot n Cold
- International Smile/Vogue [mash-up]

AKT IV: ACOUSTIC
- By The Grace Of God
- The One That Got Away/Thinking Of You [mash-up]
- Unconditionally

AKT V: THROW BACK
- Walking On Air
- It Takes Two
- This Is How We Do/Last Friday Night (T.G.I.F.) [mash-up]

AKT VI: HYPER NEON
- Teenage Dream
- California Gurls
- Birthday

ENCORE
- Firework

## Koncerty
| Data                          | Miasto                    | Kraj                      | Arena                           | Support                   |                           |                           |
| Część 1 – Wielka Brytania     | Część 1 – Wielka Brytania | Część 1 – Wielka Brytania | Część 1 – Wielka Brytania       | Część 1 – Wielka Brytania | Część 1 – Wielka Brytania | Część 1 – Wielka Brytania |
| ----------------------------- | ------------------------- | ------------------------- | ------------------------------- | ------------------------- | ------------------------- | ------------------------- |
| 7 maja 2014                   | Belfast                   | Irlandia Północna         | Odyssey Arena                   | Icona Pop                 |                           |                           |
| 8 maja 2014                   | Belfast                   | Irlandia Północna         | Odyssey Arena                   | Icona Pop                 |                           |                           |
| 10 maja 2014                  | Newcastle                 | Anglia                    | Metro Radio Arena               | Icona Pop                 |                           |                           |
| 11 maja 2014                  | Nottingham                | Anglia                    | Capital FM Arena                | Icona Pop                 |                           |                           |
| 13 maja 2014                  | Birmingham                | Anglia                    | LG Arena                        | Icona Pop                 |                           |                           |
| 14 maja 2014                  | Birmingham                | Anglia                    | LG Arena                        | Icona Pop                 |                           |                           |
| 17 maja 2014                  | Glasgow                   | Szkocja                   | The SSE Hydro                   | Icona Pop                 |                           |                           |
| 18 maja 2014                  | Glasgow                   | Szkocja                   | The SSE Hydro                   | Icona Pop                 |                           |                           |
| 20 maja 2014                  | Manchester                | Anglia                    | Phones 4u Arena                 | Icona Pop                 |                           |                           |
| 21 maja 2014                  | Liverpool                 | Anglia                    | Echo Arena                      | Icona Pop                 |                           |                           |
| 23 maja 2014                  | Sheffield                 | Anglia                    | Motorpoint Arena                | Icona Pop                 |                           |                           |
| 24 maja 2014                  | Manchester                | Anglia                    | Phones 4u Arena                 | Icona Pop                 |                           |                           |
| 25 maja 2014                  | Glasgow                   | Szkocja                   | Glasgow Green                   | -                         |                           |                           |
| 27 maja 2014                  | Londyn                    | Anglia                    | O2 Arena                        | Icona Pop                 |                           |                           |
| 28 maja 2014                  | Londyn                    | Anglia                    | O2 Arena                        | Icona Pop                 |                           |                           |
| 30 maja 2014                  | Londyn                    | Anglia                    | O2 Arena                        | Icona Pop                 |                           |                           |
| 31 maja 2014                  | Londyn                    | Anglia                    | O2 Arena                        | Icona Pop                 |                           |                           |
| Cześć 2 – Ameryka Północna    |                           |                           |                                 |                           |                           |                           |
| 22 czerwca 2014               | Raleigh                   | Stany Zjednoczone         | PNC Arena                       | Capital Cities Ferras     |                           |                           |
| 24 czerwca 2014               | Waszyngton                | Stany Zjednoczone         | Verizon Center                  | Capital Cities Ferras     |                           |                           |
| 25 czerwca 2014               | Waszyngton                | Stany Zjednoczone         | Verizon Center                  | Capital Cities Ferras     |                           |                           |
| 27 czerwca 2014               | Nashville                 | Stany Zjednoczone         | Bridgestone Arena               | Capital Cities Ferras     |                           |                           |
| 28 czerwca 2014               | Atlanta                   | Stany Zjednoczone         | Philips Arena                   | Capital Cities Ferras     |                           |                           |
| 30 czerwca 2014               | Tampa                     | Stany Zjednoczone         | Tampa Bay Times Forum           | Capital Cities Ferras     |                           |                           |
| 2 czerwca 2014                | Sunrise                   | Stany Zjednoczone         | BB&T Center                     | Capital Cities Ferras     |                           |                           |
| 3 lipca 2014                  | Miami                     | Stany Zjednoczone         | American Airlines Arena         | Capital Cities Ferras     |                           |                           |
| 7 lipca 1014                  | Uncasville                | Stany Zjednoczone         | Mohegan Sun                     | Capital Cities Ferras     |                           |                           |
| 9 lipca 2014                  | Nowy Jork                 | Stany Zjednoczone         | Madison Square Garden           | Capital Cities Ferras     |                           |                           |
| 11 lipca 2014                 | Newark                    | Stany Zjednoczone         | Prudential Center               | Capital Cities Ferras     |                           |                           |
| 12 lipca 2014                 | Newark                    | Stany Zjednoczone         | Prudential Center               | Capital Cities Ferras     |                           |                           |
| 15 lipca 2014                 | Montreal                  | Kanada                    | Centre Bell                     | Capital Cities Ferras     |                           |                           |
| 16 lipca 2014                 | Ottawa                    | Kanada                    | Canadian Tire Centre            | Capital Cities Ferras     |                           |                           |
| 18 lipca 2014                 | Toronto                   | Kanada                    | Air Canada Centre               | Capital Cities Ferras     |                           |                           |
| 19 lipca 2014                 | Toronto                   | Kanada                    | Air Canada Centre               | Capital Cities Ferras     |                           |                           |
| 21 lipca 2014                 | Toronto                   | Kanada                    | Air Canada Centre               | Capital Cities Ferras     |                           |                           |
| 22 lipca 2014                 | Pittsburgh                | Stany Zjednoczone         | Consol Energy Center            | Capital Cities Ferras     |                           |                           |
| 24 lipca 2014                 | Nowy Jork                 | Stany Zjednoczone         | Barclays Center                 | Capital Cities Ferras     |                           |                           |
| 25 lipca 2014                 | Nowy Jork                 | Stany Zjednoczone         | Barclays Center                 | Capital Cities Ferras     |                           |                           |
| 1 sierpnia 2014               | Boston                    | Stany Zjednoczone         | TD Garden                       | Capital Cities Ferras     |                           |                           |
| 2 sierpnia 2014               | Boston                    | Stany Zjednoczone         | TD Garden                       | Capital Cities Ferras     |                           |                           |
| 4 sierpnia 2014               | Filadelfia                | Stany Zjednoczone         | Wells Fargo Center              | Capital Cities Ferras     |                           |                           |
| 5 sierpnia 2014               | Filadelfia                | Stany Zjednoczone         | Wells Fargo Center              | Capital Cities Ferras     |                           |                           |
| 7 sierpnia 2014               | Chicago                   | Stany Zjednoczone         | United Center                   | Capital Cities Ferras     |                           |                           |
| 8 sierpnia 2014               | Chicago                   | Stany Zjednoczone         | United Center                   | Capital Cities Ferras     |                           |                           |
| 10 sierpnia 2014              | Grand Rapids              | Stany Zjednoczone         | Van Andel Arena                 | Kacey Musgraves Ferras    |                           |                           |
| 11 sierpnia 2014              | Auburn Hills              | Stany Zjednoczone         | The Palace of Auburn Hills      | Kacey Musgraves Ferras    |                           |                           |
| 13 sierpnia 2014              | Columbus                  | Stany Zjednoczone         | Nationwide Arena                | Kacey Musgraves Ferras    |                           |                           |
| 14 sierpnia 2014              | Cleveland                 | Stany Zjednoczone         | Quicken Loans Arena             | Kacey Musgraves Ferras    |                           |                           |
| 16 sierpnia 2014              | Louisville                | Stany Zjednoczone         | KFC Yum! Center                 | Kacey Musgraves Ferras    |                           |                           |
| 17 sierpnia 2014              | Saint Louis               | Stany Zjednoczone         | Scottrade Center                | Kacey Musgraves Ferras    |                           |                           |
| 19 sierpnia 2014              | Kansas City               | Stany Zjednoczone         | Sprint Center                   | Kacey Musgraves Ferras    |                           |                           |
| 20 sierpnia 2014              | Lincoln                   | Stany Zjednoczone         | Pinnacle Bank Arena             | Kacey Musgraves Ferras    |                           |                           |
| 22 sierpnia 2014              | Minneapolis               | Stany Zjednoczone         | Target Center                   | Kacey Musgraves Ferras    |                           |                           |
| 23 sierpnia 2014              | Fargo                     | Stany Zjednoczone         | Fargodome                       | Kacey Musgraves Ferras    |                           |                           |
| 26 sierpnia 2014              | Winnipeg                  | Kanada                    | MTS Centre                      | Kacey Musgraves Ferras    |                           |                           |
| 28 sierpnia 2014              | Saskatoon                 | Kanada                    | Credit Union Centre             | Kacey Musgraves Ferras    |                           |                           |
| 29 sierpnia 2014              | Calgary                   | Kanada                    | Scotiabank Saddledome           | Kacey Musgraves Ferras    |                           |                           |
| 31 sierpnia 2014              | Edmonton                  | Kanada                    | Rexall Place                    | Kacey Musgraves Ferras    |                           |                           |
| 1 września 2014               | Edmonton                  | Kanada                    | Rexall Place                    | Kacey Musgraves Ferras    |                           |                           |
| 9 września 2014               | Vancouver                 | Kanada                    | Pepsi Live at Rogers Arena      | Kacey Musgraves Ferras    |                           |                           |
| 10 września 2014              | Vancouver                 | Kanada                    | Pepsi Live at Rogers Arena      | Kacey Musgraves Ferras    |                           |                           |
| 12 września 2014              | Portland                  | Stany Zjednoczone         | Moda Center                     | Tegan and Sara Ferras     |                           |                           |
| 13 września 2014              | Tacoma                    | Stany Zjednoczone         | Tacoma Dome                     | Tegan and Sara Ferras     |                           |                           |
| 16 września 2014              | Anaheim                   | Stany Zjednoczone         | Honda Center                    | Tegan and Sara Ferras     |                           |                           |
| 17 września 2014              | Anaheim                   | Stany Zjednoczone         | Honda Center                    | Tegan and Sara Ferras     |                           |                           |
| 19 września 2014              | Los Angeles               | Stany Zjednoczone         | Staples Center                  | Tegan and Sara Ferras     |                           |                           |
| 20 września 2014              | Los Angeles               | Stany Zjednoczone         | Staples Center                  | Tegan and Sara Ferras     |                           |                           |
| 22 września 2014              | San Jose                  | Stany Zjednoczone         | SAP Center                      | Tegan and Sara Ferras     |                           |                           |
| 23 września 2014              | San Jose                  | Stany Zjednoczone         | SAP Center                      | Tegan and Sara Ferras     |                           |                           |
| 25 września 2014              | Glendale                  | Stany Zjednoczone         | Gila River Arena                | Tegan and Sara Ferras     |                           |                           |
| 26 września 2014              | Las Vegas                 | Stany Zjednoczone         | MGM Grand Garden Arena          | Tegan and Sara Ferras     |                           |                           |
| 29 września 2014              | Salt Lake City            | Stany Zjednoczone         | EnergySolutions Arena           | Tegan and Sara Ferras     |                           |                           |
| 30 września 2014              | Denver                    | Stany Zjednoczone         | Pepsi Center                    | Tegan and Sara Ferras     |                           |                           |
| 2 października 2014           | Dallas                    | Stany Zjednoczone         | American Airlines Center        | Tegan and Sara Ferras     |                           |                           |
| 3 października 2014           | Dallas                    | Stany Zjednoczone         | American Airlines Center        | Tegan and Sara Ferras     |                           |                           |
| 5 października 2014           | Memphis                   | Stany Zjednoczone         | FedExForum                      | Tegan and Sara Ferras     |                           |                           |
| 6 października 2014           | Tulsa                     | Stany Zjednoczone         | BOK Center                      | Tegan and Sara Ferras     |                           |                           |
| 8 października 2014           | Nowy Orlean               | Stany Zjednoczone         | New Orleans Arena               | Tegan and Sara Ferras     |                           |                           |
| 10 października 2014          | Houston                   | Stany Zjednoczone         | Toyota Center                   | Becky G Ferras            |                           |                           |
| 11 października 2014          | Houston                   | Stany Zjednoczone         | Toyota Center                   | Becky G Ferras            |                           |                           |
| 14 października 2014          | Monterrey                 | Meksyk                    | Arena Monterrey                 | Becky G                   |                           |                           |
| 15 października 2014          | Monterrey                 | Meksyk                    | Arena Monterrey                 | Becky G                   |                           |                           |
| 17 października 2014          | Meksyk                    | Meksyk                    | Palacio de los Deportes         | Becky G                   |                           |                           |
| 18 października 2014          | Meksyk                    | Meksyk                    | Palacio de los Deportes         | Becky G                   |                           |                           |
| Część 3 – Australia i Oceania |                           |                           |                                 |                           |                           |                           |
| 7 listopada 2014              | Perth                     | Australia                 | Perth Arena                     | Betty Who                 |                           |                           |
| 8 listopada 2014              | Perth                     | Australia                 | Perth Arena                     | Betty Who                 |                           |                           |
| 11 listopada 2014             | Adelaide                  | Australia                 | Adelaide Entertainment Centre   | Betty Who                 |                           |                           |
| 12 listopada 2014             | Adelaide                  | Australia                 | Adelaide Entertainment Centre   | Betty Who                 |                           |                           |
| 14 listopada 2014             | Melbourne                 | Australia                 | Rod Laver Arena                 | Betty Who                 |                           |                           |
| 15 listopada 2014             | Melbourne                 | Australia                 | Rod Laver Arena                 | Betty Who                 |                           |                           |
| 18 listopada 2014             | Melbourne                 | Australia                 | Rod Laver Arena                 | Betty Who                 |                           |                           |
| 19 listopada 2014             | Melbourne                 | Australia                 | Rod Laver Arena                 | Betty Who                 |                           |                           |
| 21 listopada 2014             | Sydney                    | Australia                 | Allphones Arena                 | Betty Who                 |                           |                           |
| 22 listopada 2014             | Sydney                    | Australia                 | Allphones Arena                 | Betty Who                 |                           |                           |
| 24 listopada 2014             | Sydney                    | Australia                 | Allphones Arena                 | Betty Who                 |                           |                           |
| 25 listopada 2014             | Sydney                    | Australia                 | Allphones Arena                 | Betty Who                 |                           |                           |
| 27 listopada 2014             | Brisbane                  | Australia                 | Brisbane Entertainment Centre   | Betty Who                 |                           |                           |
| 28 listopada 2014             | Brisbane                  | Australia                 | Brisbane Entertainment Centre   | Betty Who                 |                           |                           |
| 30 listopada 2014             | Brisbane                  | Australia                 | Brisbane Entertainment Centre   | Tove Lo                   |                           |                           |
| 1 grudnia 2014                | Brisbane                  | Australia                 | Brisbane Entertainment Centre   | Tove Lo                   |                           |                           |
| 4 grudnia 2014                | Melbourne                 | Australia                 | Rod Laver Arena                 | Tove Lo                   |                           |                           |
| 6 grudnia 2014                | Melbourne                 | Australia                 | Rod Laver Arena                 | Tove Lo                   |                           |                           |
| 7 grudnia 2014                | Melbourne                 | Australia                 | Rod Laver Arena                 | Tove Lo                   |                           |                           |
| 10 grudnia 2014               | Melbourne                 | Australia                 | Rod Laver Arena                 | Tove Lo                   |                           |                           |
| 12 grudnia 2014               | Sydney                    | Australia                 | Allphones Arena                 | Tove Lo                   |                           |                           |
| 13 grudnia 2014               | Sydney                    | Australia                 | Allphones Arena                 | Tove Lo                   |                           |                           |
| 15 grudnia 2014               | Brisbane                  | Australia                 | Brisbane Entertainment Centre   | Tove Lo                   |                           |                           |
| 19 grudnia 2014               | Auckland                  | Nowa Zelandia             | Vector Arena                    | Tove Lo                   |                           |                           |
| 20 grudnia 2014               | Auckland                  | Nowa Zelandia             | Vector Arena                    | Tove Lo                   |                           |                           |
| Część 4 – Europa              |                           |                           |                                 |                           |                           |                           |
| 16 lutego 2015                | Barcelona                 | Hiszpania                 | Palau Sant Jordi                | Charli XCX                |                           |                           |
| 17 lutego 2015                | Montpellier               | Francja                   | Park&Suites Arena               | Charli XCX                |                           |                           |
| 20 lutego 2015                | Lyon                      | Francja                   | Halle Tony Garnier              | Charli XCX                |                           |                           |
| 21 lutego 2015                | Mediolan                  | Włochy                    | Mediolanum Forum                | Charli XCX                |                           |                           |
| 23 lutego 2015                | Praga                     | Czechy                    | O2 Arena                        | Charli XCX                |                           |                           |
| 24 lutego 2015                | Kraków                    | Polska                    | Kraków Arena                    | Charli XCX                |                           |                           |
| 26 lutego 2015                | Wiedeń                    | Austria                   | Wiener Stadthalle               | Charli XCX                |                           |                           |
| 27 lutego 2015                | Bratysława                | Słowacja                  | Ondrej Nepela Arena             | Charli XCX                |                           |                           |
| 1 marca 2015                  | Zurych                    | Szwajcaria                | Hallenstadion                   | Charli XCX                |                           |                           |
| 2 marca 2015                  | Monachium                 | Niemcy                    | Olympiahalle                    | Charli XCX                |                           |                           |
| 4 marca 2015                  | Antwerpia                 | Belgia                    | Sportpaleis                     | Charli XCX                |                           |                           |
| 5 marca 2015                  | Kolonia                   | Niemcy                    | Lanxess Arena                   | Charli XCX                |                           |                           |
| 7 marca 2015                  | Herning                   | Dania                     | Jyske Bank Boxen                | Charli XCX                |                           |                           |
| 9 marca 2015                  | Amsterdam                 | Holandia                  | Ziggo Dome                      | Charli XCX                |                           |                           |
| 10 marca 2015                 | Amsterdam                 | Holandia                  | Ziggo Dome                      | Charli XCX                |                           |                           |
| 12 marca 2015                 | Hamburg                   | Niemcy                    | O2 World Hamburg                | Charli XCX                |                           |                           |
| 13 marca 2015                 | Berlin                    | Niemcy                    | O2 World Berlin                 | Charli XCX                |                           |                           |
| 15 marca 2015                 | Ryga                      | Łotwa                     | Arena Riga                      | Charli XCX                |                           |                           |
| 18 marca 2015                 | Helsinki                  | Finlandia                 | Hartwall Arena                  | Charli XCX                |                           |                           |
| 20 marca 2015                 | Oslo                      | Norwegia                  | Telenor Arena                   | Charli XCX                |                           |                           |
| 22 marca 2015                 | Sztokholm                 | Szwecja                   | Ericsson Globe                  | Charli XCX                |                           |                           |
| Część 5 – Azja                |                           |                           |                                 |                           |                           |                           |
| 18 kwietnia 2015              | Kanton                    | Chiny                     | Guangzhou Sports Arena          | –                         |                           |                           |
| 21 kwietnia 2015              | Szanghaj                  | Chiny                     | Mercedes-Benz Arena             | –                         |                           |                           |
| 25 kwietnia 2015              | Tokio                     | Japonia                   | Tokyo Metropolitan Gymnasium    | –                         |                           |                           |
| 26 kwietnia 2015              | Tokio                     | Japonia                   | Tokyo Metropolitan Gymnasium    | –                         |                           |                           |
| 28 kwietnia 2015              | Tajpej                    | Tajwan                    | Taipei Arena                    | –                         |                           |                           |
| 1 maja 2015                   | Makau                     | Makau                     | CotaiArena                      | –                         |                           |                           |
| 2 maja 2015                   | Makau                     | Makau                     | CotaiArena                      | –                         |                           |                           |
| 7 maja 2015                   | Santa Maria               | Filipiny                  | Philippine Arena                | –                         |                           |                           |
| 9 maja 2015                   | Dżakarta                  | Indonezja                 | Indonesia Convention Exhibition | –                         |                           |                           |
| 11 maja 2015                  | Singapur                  | Singapur                  | Singapore Indoor Stadium        | –                         |                           |                           |
| 14 maja 2015                  | Bangkok                   | Tajlandia                 | Impact Arena                    | –                         |                           |                           |
| Część 6 – Ameryka Południowa  |                           |                           |                                 |                           |                           |                           |
| 22 września 2015              | Lima                      | Peru                      | Jockey Club del Perú            | –                         |                           |                           |
| 27 września 2015              | Rio de Janeiro            | Brazylia                  | Parque dos Atletas              | –                         |                           |                           |
| 9 października 2015           | Bogota                    | Kolumbia                  | Parque Deportivo 222            | –                         |                           |                           |
| Część 7 – Ameryka Północna    |                           |                           |                                 |                           |                           |                           |
| 12 października 2015          | San Juan                  | Portoryko                 | Coliseo de Puerto Rico          | –                         |                           |                           |